# Francisco de Rioja
Francisco de Rioja (Sevilla, 22 de noviembre de 1583-Madrid, 8 de agosto de 1659) fue un poeta y erudito español del Barroco.

## Biografía
Se licenció en leyes, se ordenó y fue canónigo de la catedral de Sevilla; fue renombrado teólogo y jurista además de bibliotecario de Felipe IV. Protegido del III conde de Olivares y I duque de Sanlúcar La Mayor Gaspar de Guzmán, más conocido como conde-duque de Olivares, entró a servirle como su bibliotecario personal. A su caída, en enero de 1643, le acompañó a su villa madrileña de Loeches primero y después a Toro. Fallecido el conde-duque en julio de 1645, se retiró a Sevilla cansado y desengañado de las fortunas de la Corte. El cabildo sevillano le designó entonces agente suyo en Madrid (1654), con cuyo cometido tuvo que volver a residir en la capital y allí murió el 8 de agosto de 1659.
Mantuvo relación literaria con Lope de Vega, Juan Pérez de Montalbán, Cervantes y muchos personajes de la aristocracia; fue bibliotecario de Felipe IV y cronista de Castilla. Era tío del religioso, historiador y traductor Juan Félix Girón.

## Obra
Durante largo tiempo su fama le halagó suponiéndole autor de dos de los grandes monumentos de la lírica de su tiempo, la Canción a las ruinas de Itálica, que es en realidad de Rodrigo Caro, y la anónima Epístola moral a Fabio, que pertenece, según demostró Dámaso Alonso, al capitán Andrés Fernández de Andrada. Sin embargo fue un excelente poeta; si bien empezó en la línea poética de Fernando de Herrera, dejó arrinconados los grandes temas y prefirió la temática menor y el pulimento de la elegancia verbal y de la precisa y matizada adjetivación, selecta en el campo de las impresiones sensoriales. Si bien porta todos los motivos del habitual desengaño barroco, apenas los declara y los transforma en una clara melancolía. Amaba la naturaleza y se concentraba en alabar sus pequeñas y decadentes bellezas, como las flores; los poemas que dedicó a éstas son de los más hermosos y perfectos que acabó, adoptando para ello, en lo que fue un precursor de Góngora, la forma de la silva: A la rosa, Al clavel, A la arrebolera, Al jazmín... Dominan su predilección por los matices del rojo y el blanco. Su silva Al verano comienza horaciana, pero termina epicúreamente en una explosión de colorido.
Pues, ¡cuál parece el búcaro sangriento
de flores esparcido,
y el cristal veneciano,
a quien la agua, de helada,
la tersa frente le dejó empañada!
En el fondo late la filosofía del Estoicismo como consuelo a un pesimismo muy negro, apenas entreabierto:
No es más el luengo curso de los años
que un espacioso número de daños.
Por otra parte destacan también sus sonetos, de aire gongorino algunos, y moralizadores otros. Estos últimos son muy logrados, lo mismo que sus canciones morales A la constancia, A la riqueza, A la pobreza. Su predilección por la temática menor tiene que ver con el coetáneo gusto por el bodegón.
No se ocupó en reunir su obra poética, de forma que sus versos tuvieron que esperar al siglo XVIII para poder ser leídos en conjunto.
Según Adolfo de Castro escribió Aristarco o censura de la proclamación católica de los catalanes con ocasión de la guerra de 1640; el Ildefonso o tratado de la Purísima Concepción de Nuestra Señora; Carta sobre el título de la Cruz y estudios retóricos, como Avisos de las partes que ha de tener un predicador, aparte de censuras de libros y un escrito en defensa del caído Conde-duque.